# Araucaria goroensis
Araucaria goroensis — вид хвойних рослин з родини араукарієвих (Araucariaceae). Місцем проживання цього виду є Нова Каледонія.

## Опис
Araucaria goroensis росте як вічнозелене дерево заввишки від 15 до 30 м, зазвичай одностовбурне, яке може досягати в діаметрі до 30 см у висоті грудей, з кроною у формі канделябра. Зовнішня кора злегка сіра і відшаровується горизонтальними смугами, відкриваючи внутрішню темно-червону. Молоді дерева мають світло-зелену, блискучу хвою з яйцеподібною або ланцетною формою та круглим кінчиком. Голки дорослих екземплярів розміром 26–33 × 11–16 мм, які накладаються одна на одну, як черепиця, мають широколанцетну форму, досягають найбільшої ширини трохи вище основи і злегка опукло звужуються до кінчика. Araucaria goroensis, як і більшість видів араукарій, однодомна. Чоловічі шишки циліндричної форми розміром 11–21 × 2.7–4 см, у міру дозрівання змінюють колір із зеленого на коричневий. Жіночі шишки сидять окремо на кінцях молодих гілок і мають еліптичну форму, розміром приблизно 10 × 7.5 см.